# TV Kanagawa
Pour les articles homonymes, voir Kanagawa (homonymie).
TV Kanagawa (テレビ神奈川, Terebi Kanagawa) abrégé en TVK, est une chaîne de télévision basée à Yokohama au Japon. Sa couverture s'étend sur la préfecture de Kanagawa ainsi que sur le grand Tokyo.
Elle est diffusée sur le canal 42 (analogique) et le canal 18 (numérique).

## Histoire
- 20 avril 1971 : Création de la chaîne.
- 1er avril 1972 : 1re diffusion de la chaîne[1].